# Jozef Štafura
Jozef Štafura (* 11. září 1948, Pavlovce nad Uhom) je bývalý slovenský fotbalista, záložník, reprezentant Československa.

## Fotbalová kariéra
Za československou reprezentaci odehrál 2. 5. 1973 kvalifikační utkání MS 1974 v Dánsku, které skončilo remizou 1-1. V letech 1969 až 1980 hrál za VSS Košice, kde byl členem legendární záložní řady Štafura-Pollák-Daňko. Za deset sezón odehrál 251 utkání a dal 26 gólů.

## Trenérská kariéra
Po skončení aktivní kariéry působil jako asistent trenéra Jána Zachara v 1. FC Košice a u slovenské reprezentace do 21 let (s Milanem Lešickým).

## Ligová bilance
| Ročník                                     | Zápasy | Góly | Klub       |
| ------------------------------------------ | ------ | ---- | ---------- |
| 1. československá fotbalová liga 1969/1970 | 28     | 1    | VSS Košice |
| 1. československá fotbalová liga 1970/1971 | 29     | 4    | VSS Košice |
| 1. československá fotbalová liga 1971/1972 | 14     | 1    | VSS Košice |
| 1. československá fotbalová liga 1972/1973 | 29     | 1    | VSS Košice |
| 1. československá fotbalová liga 1973/1974 | 27     | 3    | VSS Košice |
| 1. československá fotbalová liga 1974/1975 | 26     | 5    | VSS Košice |
| 1. československá fotbalová liga 1975/1976 | 28     | 1    | VSS Košice |
| 1. československá fotbalová liga 1976/1977 | 20     | 5    | VSS Košice |
| 1. československá fotbalová liga 1978/1979 | 22     | 1    | ZŤS Košice |
| 1. československá fotbalová liga 1979/1980 | 28     | 4    | ZŤS Košice |
| CELKEM                                     | 251    | 26   |            |